# Langlade County
Das Langlade County ist ein County im US-amerikanischen Bundesstaat Wisconsin. Im Jahr 2020 hatte das County 19.491 Einwohner und eine Bevölkerungsdichte von 8,6 Einwohnern pro Quadratkilometer. Der Verwaltungssitz (County Seat) ist Antigo, benannt nach dem indianischen Wort für Klarwasser.

## Geografie
Das County liegt im mittleren Nordosten von Wisconsin und hat eine Fläche von 2300 Quadratkilometern, wovon 39 Quadratkilometer Wasserfläche sind. An das Langlade County grenzen folgende Nachbarcountys:
| Oneida County   |                | Forest County    |
| Lincoln County  |                | Oconto County    |
| Marathon County | Shawano County | Menominee County |

## Geschichte
Das Langlade County wurde 1879 unter dem Namen New County als Original-County aus Teilen des Wisconsin-Territoriums gebildet. Benannt wurde es nach Charles de Langlade, einem Helden im Amerikanischen Unabhängigkeitskrieg und späteren Indianer-Agenten der US-Regierung.

## Bevölkerung
Nach der Volkszählung im Jahr 2010 lebten im Langlade County 19.977 Menschen in 8794 Haushalten. Die Bevölkerungsdichte betrug 8,8 Einwohner pro Quadratkilometer. In den 8794 Haushalten lebten statistisch je 2,23 Personen.
Ethnisch betrachtet setzte sich die Bevölkerung zusammen aus 96,5 Prozent Weißen, 0,5 Prozent Afroamerikanern, 1,3 Prozent amerikanischen Ureinwohnern, 0,4 Prozent Asiaten sowie aus anderen ethnischen Gruppen; 1,3 Prozent stammten von zwei oder mehr Ethnien ab. Unabhängig von der ethnischen Zugehörigkeit waren 2,0 Prozent der Bevölkerung spanischer oder lateinamerikanischer Abstammung.
20,2 Prozent der Bevölkerung waren unter 18 Jahre alt, 58,6 Prozent waren zwischen 18 und 64 und 21,2 Prozent waren 65 Jahre oder älter. 49,8 Prozent der Bevölkerung war weiblich.
Das jährliche Durchschnittseinkommen eines Haushalts lag bei 42.958 USD. Das Pro-Kopf-Einkommen betrug 23.064 USD. 13,2 Prozent der Einwohner lebten unterhalb der Armutsgrenze.

## Ortschaften im Langlade County
| City - Antigo | Village - White Lake |

Census-designated places (CDP)
- Elcho
- Post Lake
- Summit Lake

Andere Unincorporated Communities
| - Bavaria - Bryant - Choate - Deerbrook - Elmhurst - Elton | - Four Corners - Freeman - Hollister - Kempster - Koepenick - Langlade | - Lily - Markton - Neva - Neva Corners - Ormsby - Parrish | - Pearson - Phlox - Pickerel - Polar - Sherry Junction |

## Gliederung
Das Langlade County ist neben der Stadt Antigo und der Gemeinde White Lake in 17 Towns eingeteilt:
| Town              | Einwohner (2010) | FIPS     |
| ----------------- | ---------------- | -------- |
| Town of Ackley    | 524              | 55-00225 |
| Town of Ainsworth | 469              | 55-00625 |
| Town of Antigo    | 1412             | 55-02275 |
| Town of Elcho     | 1233             | 55-23050 |
| Town of Evergreen | 495              | 55-24575 |
| Town of Langlade  | 473              | 55-42425 |

| Town            | Einwohner (2010) | FIPS     |
| --------------- | ---------------- | -------- |
| Town of Neva    | 902              | 55-56200 |
| Town of Norwood | 913              | 55-58700 |
| Town of Parrish | 91               | 55-61375 |
| Town of Peck    | 349              | 55-61525 |
| Town of Polar   | 984              | 55-63825 |
| Town of Price   | 228              | 55-65550 |

| Town               | Einwohner (2010) | FIPS     |
| ------------------ | ---------------- | -------- |
| Town of Rolling    | 1504             | 55-69175 |
| Town of Summit     | 163              | 55-78325 |
| Town of Upham      | 676              | 55-81950 |
| Town of Vilas      | 233              | 55-82825 |
| Town of Wolf River | 731              | 55-88450 |

## Bekannte Bewohner
- Liste der Einträge im National Register of Historic Places im Langlade County